# Список банков, лишённых лицензии в 2011 году (Россия)

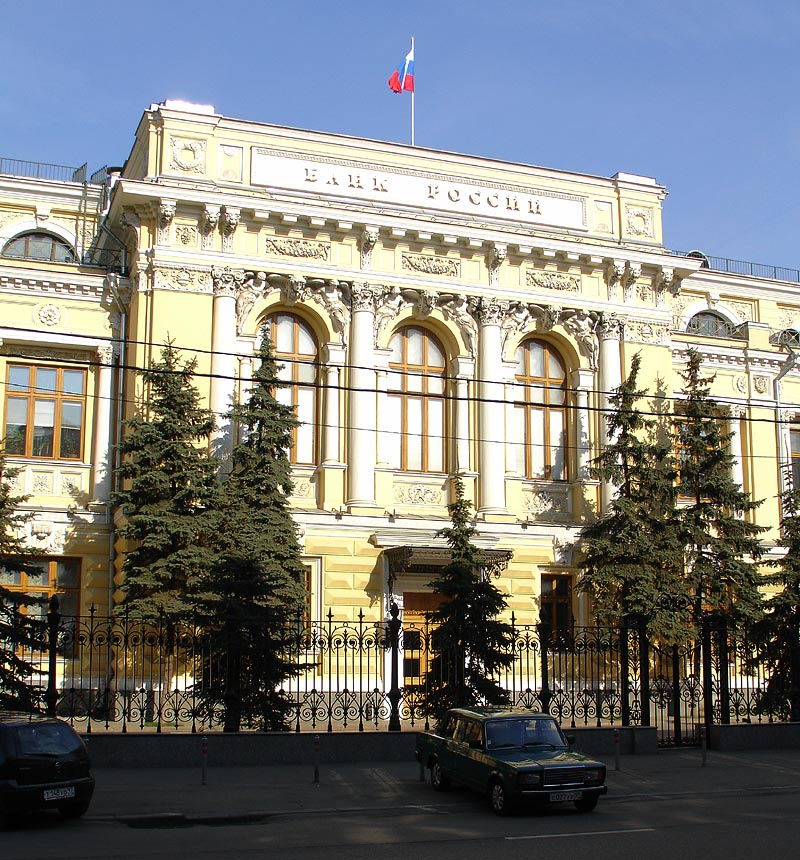
Здание Центрального Банка России на Неглинной

В список включены все кредитные организации России, у которых в 2011 году была отозвана или аннулирована лицензия на осуществление банковской деятельности.
В 2011 году Центральным Банком России были отозваны 18 лицензии у кредитных организаций, из которых 17 лицензий были отозваны у банков и одна — у небанковской кредитной организации, также у 23 кредитных организаций лицензии были аннулированы. Больше всего отзывов и аннулирований было в апреле и мае — отозвано и аннулировано по 4 лицензии. Меньше всего в мае — отозвана одна лицензия, а аннулирования лицензий не осуществлялись.
Основной причиной для отзыва лицензий у банков в 2011 году стало нарушение банковского законодательства. Кроме того, среди наиболее распространенных проблем оказались неисполнение требований кредиторов, существенная недостоверность отчетности, размер собственных средств ниже минимального значения уставного капитала, достаточность капитала ниже 2 %, а также нарушение требований Федерального закона № 115-ФЗ.

## Легенда
Список разбит на два раздела по полугодиям 2011 года. Внутри разделов организации отсортированы по месяцам, внутри месяца по датам закрытия, внутри одной даты по номеру документа об отзыве или аннулировании лицензии.

| Таблица: - Дата — дата отзыва/аннулирования лицензии. - Приказ — номер приказа или иного документа об отзыве/аннулировании лицензии. - Регион — населённый пункт или регион регистрации банка. - АСВ — является ли кредитная организация участником системы страхования вкладов. - Причина — основные причины отзыва или аннулирования лицензии организации. Выделение строк цветом: - — выделение светло-зелёным цветом означает, что лицензия организации была аннулирована. - — выделение светло-жёлтым цветом означает, что лицензия организации была отозвана. | Сокращения: - АКБ — акционерный коммерческий банк. - ЗАО — закрытое акционерное общество. - КБ — коммерческий банк. - НКО — небанковская кредитная организация. - ОАО — открытое акционерное общество. - ООО — общество с ограниченной ответственностью. |

## 1 полугодие
В разделе приведены все кредитные организации, у которых в 1-м полугодии 2011 года была отозвана или аннулирована лицензия.
| Наименование                                                  | Основ. | Лиц. | Дата       | Приказ        | Регион          | АСВ | Причина | Прим.                                 |
| ------------------------------------------------------------- | ------ | ---- | ---------- | ------------- | --------------- | --- | --- | ------------------------------------- |
| Январь                                                        |        |      |            |               |                 |     | |                                       |
| ОАО «Банк „Алемар“»                                           | 1993   | 2384 | 14.01.2011 | 2107711022813 | Новосибирск     | Нет | Лицензия аннулирована по решению акционеров. Банк присоединён к ОАО «Акционерный коммерческий межрегиональный топливно-энергетический банк „Межтопэнергобанк“». | [ 4 ] [ 5 ] [ 6 ]                     |
| ОАО АКБ «Международные финансовые технологии»                 | 2000   | 3356 | 17.01.2011 | ОД-47         | Москва          | Да  | Неисполнение федеральных законов, регулирующих банковскую деятельность. Неисполнение нормативных актов Банка России. Существенная недостоверность отчетности. Банк был не в состоянии выполнить свои обязательства перед кредиторами. Потеря ликвидности и платежеспособности. | [ 2 ] [ 4 ] [ 7 ] [ 8 ] [ 9 ] [ 10 ]  |
| Февраль                                                       |        |      |            |               |                 |     | |                                       |
| ОАО «Наш Банк»                                                | 1991   | 1340 | 17.02.2011 | ОД-122        | Москва          | Да  | Неисполнение федеральных законов, регулирующих банковскую деятельность. Неисполнение нормативных актов Банка России. Неоднократное применение Банком России мер в порядке надзора.                                                                                             | [ 2 ] [ 4 ] [ 7 ] [ 8 ] [ 11 ] [ 12 ] |
| ЗАО «Рабобанк»                                                | 2008   | 3488 | 17.02.2011 | 2127711007235 | Москва          | Нет | Решение акционеров банка о прекращении деятельности кредитной организации в порядке ликвидации. | [ 4 ] [ 13 ] [ 14 ]                   |
| Март                                                          |        |      |            |               |                 |     | |                                       |
| ОАО АКБ «Мультибанк»                                          | 1993   | 2235 | 10.03.2011 | ОД-176        | Москва          | Да  | Неисполнение федеральных законов, регулирующих банковскую деятельность. Неисполнение нормативных актов Банка России. Низкая достаточность капитала банка. Недостаточный размер собственных средств. Подделка учётных данных. Отсутствие резервов.                              | [ 2 ] [ 4 ] [ 7 ] [ 8 ] [ 15 ] [ 16 ] |
| ОАО «Банк ВТБ Северо-Запад»                                   | 1990   | 439  | 23.03.2011 | 2117800012119 | Санкт-Петербург | Нет | Лицензия аннулирована по решению акционеров. Банк присоединён к ОАО «Банк ВТБ». | [ 4 ] [ 17 ] [ 18 ]                   |
| ООО КБ «Неополис-Банк»                                        | 1994   | 2809 | 24.03.2011 | ОД-218        | Москва          | Да  | Неисполнение федеральных законов, регулирующих банковскую деятельность. Неисполнение нормативных актов Банка России. Низкая достаточность капитала банка. Недостаточный размер собственных средств. Нарушение требований Федерального закона № 115-ФЗ. Потеря ликвидности.     | [ 2 ] [ 4 ] [ 7 ] [ 8 ] [ 19 ] [ 20 ] |
| Апрель                                                        |        |      |            |               |                 |     | |                                       |
| ОАО АКБ «Регион»                                              | 1992   | 233  | 06.04.2011 | 2117711005751 | Ярославль       | Нет | Лицензия аннулирована по решению акционеров. Банк присоединён к ОАО АКБ «Легион». | [ 4 ] [ 21 ] [ 22 ]                   |
| ООО КБ «Востокбизнесбанк»                                     | 1991   | 1342 | 14.04.2011 | ОД-274        | Владивосток     | Да  | Неисполнение федеральных законов, регулирующих банковскую деятельность. Неисполнение нормативных актов Банка России. Низкая достаточность капитала банка. Недостаточный размер собственных средств. Недостоверность отчётности. Отсутствие резервов.                           | [ 2 ] [ 4 ] [ 7 ] [ 8 ] [ 23 ] [ 24 ] |
| ЗАО КБ «Банк индустриальный кредит» («Инкредбанк»)            | 2002   | 3405 | 18.04.2011 | 2117800018170 | Москва          | Нет | Лицензия аннулирована по решению акционеров. Банк присоединён к ОАО АКБ «Балтика». | [ 4 ] [ 25 ] [ 26 ]                   |
| ОАО КБ «Социальный Городской Банк» («Соцгорбанк»)             | 1992   | 1827 | 18.04.2011 | ОД-282        | Мытищи          | Да  | Неисполнение федеральных законов, регулирующих банковскую деятельность. Неисполнение нормативных актов Банка России. Недостоверность отчётности. Отсутствие резервов. | [ 2 ] [ 4 ] [ 7 ] [ 8 ] [ 27 ] [ 28 ] |
| Май                                                           |        |      |            |               |                 |     | |                                       |
| ОАО «Международный Торгово-Промышленный Банк»                 | 1990   | 1203 | 05.05.2011 | ОД-338        | Тверь           | Да  | Неисполнение федеральных законов, регулирующих банковскую деятельность. Неисполнение нормативных актов Банка России. Низкая достаточность капитала банка. Недостаточный размер собственных средств. Подделка учётных данных. Отсутствие резервов.                              | [ 2 ] [ 4 ] [ 7 ] [ 8 ] [ 29 ] [ 30 ] |
| Июнь                                                          |        |      |            |               |                 |     | |                                       |
| ОАО «Столичный Торговый Банк»                                 | 1994   | 2797 | 15.06.2011 | 2117711013055 | Москва          | Нет | Лицензия аннулирована по решению акционеров. Банк присоединён к ЗАО «Акционерный Коммерческий Банк Сбережений и Кредита». | [ 4 ] [ 31 ] [ 32 ]                   |
| ОАО «Банк „Северная казна“»                                   | 1992   | 2083 | 17.06.2011 | 2117711012990 | Екатеринбург    | Нет | Лицензия аннулирована по решению акционеров. Банк присоединён ОАО «Альфа-банк». | [ 4 ] [ 33 ] [ 34 ]                   |
| ЗАО АКИБ «Церих»                                              | 1993   | 2627 | 21.06.2011 | 2115700003880 | Москва          | Нет | Лицензия аннулирована по решению акционеров. Банк присоединён к ЗАО «Акционерный инвестиционный коммерческий банк „Зенит Бизнес Банк“». | [ 4 ] [ 35 ] [ 36 ]                   |
| ЗАО «Коммерческий акционерный банк „Сосьете женераль восток“» | 1993   | 2295 | 29.06.2011 | 2117711013539 | Москва          | Нет | Лицензия аннулирована по решению акционеров. Банк присоединён к ОАО АКБ «Росбанк». | [ 4 ] [ 37 ] [ 38 ]                   |

## 2 полугодие
В разделе приведены все кредитные организации, у которых в 2-м полугодии 2011 года была отозвана или аннулирована лицензия.
| Наименование | Основ. | Лиц.   | Дата       | Приказ        | Регион            | АСВ | Причина | Прим.                                 |
| --- | ------ | ------ | ---------- | ------------- | ----------------- | --- | --- | ------------------------------------- |
| Июль |        |        |            |               |                   |     | |                                       |
| ЗАО АКБ «Сибирьгазбанк» | 1994   | 3042   | 07.07.2011 | 2138600005102 | Сургут            | Нет | Решение акционеров банка о прекращении деятельности кредитной организации в порядке ликвидации. | [ 4 ] [ 39 ] [ 40 ]                   |
| ЗАО «Небанковская депозитно-кредитная организация „Женская Микрофинансовая Сеть“»                                              | 2005   | 3458-Д | 07.07.2011 | 2138600005102 | Москва            | Нет | Решение акционеров банка о прекращении деятельности кредитной организации в порядке ликвидации. | [ 4 ] [ 41 ] [ 42 ]                   |
| ОАО «Русич Центр Банк» | 1994   | 2793   | 14.07.2011 | ОД-489        | Москва            | Да  | Неисполнение федеральных законов, регулирующих банковскую деятельность. Неисполнение нормативных актов Банка России. Банк был не в состоянии выполнить свои обязательства перед кредиторами. Отсутствие резервов. Потеря ликвидности.                            | [ 2 ] [ 4 ] [ 7 ] [ 8 ] [ 43 ] [ 44 ] |
| ООО КБ «Ратибор-Банк» | 1992   | 2174   | 14.07.2011 | ОД-491        | Москва            | Да  | Неисполнение федеральных законов, регулирующих банковскую деятельность. Неисполнение нормативных актов Банка России. Банк был не в состоянии выполнить свои обязательства перед кредиторами. Потеря ликвидности.                                                 | [ 2 ] [ 4 ] [ 7 ] [ 8 ] [ 45 ] [ 46 ] |
| ООО «АМТ банк» | 1994   | 2820   | 21.07.2011 | ОД-534        | Москва            | Да  | Неисполнение федеральных законов, регулирующих банковскую деятельность. Неисполнение нормативных актов Банка России. Недостоверность отчётности. Отсутствие резервов.                                                                                            | [ 2 ] [ 4 ] [ 7 ] [ 8 ] [ 47 ] [ 48 ] |
| ОАО «Свердловский губернский банк»                                                                                             | 1994   | 2975   | 22.07.2011 | 2117711015080 | Екатеринбург      | Нет | Лицензия аннулирована по решению акционеров. Банк присоединён к ОАО «Банк „Открытие“». | [ 4 ] [ 49 ] [ 50 ]                   |
| Август |        |        |            |               |                   |     | |                                       |
| ОАО «Пензенский Губернский банк „Тарханы“»                                                                                     | 1990   | 459    | 15.08.2011 | 2117711018346 | Пенза             | Нет | Лицензия аннулирована по решению акционеров. Банк присоединён к ОАО АКБ «Российский капитал». | [ 4 ] [ 51 ] [ 52 ]                   |
| ООО КБ «Евросоюз» | 2002   | 3411   | 26.08.2011 | ОД-594        | Москва            | Нет | Неисполнение федеральных законов, регулирующих банковскую деятельность. Неисполнение нормативных актов Банка России. Банк был не в состоянии выполнить свои обязательства перед кредиторами. Недостоверность отчётности. Потеря ликвидности.                     | [ 2 ] [ 4 ] [ 7 ] [ 8 ] [ 53 ] [ 54 ] |
| Сентябрь |        |        |            |               |                   |     | |                                       |
| ЗАО КБ «Техноком» | 1993   | 2614   | 02.09.2011 | 2117600010306 | Москва            | Нет | Лицензия аннулирована по решению акционеров. Банк присоединён к ОАО КБ «Верхневолжский». | [ 4 ] [ 55 ] [ 56 ]                   |
| ЗАО «Акционерный инвестиционно-коммерческий промышленно-строительный банк по Нижегородской области» («Нижегородпромстройбанк») | 1992   | 1851   | 05.09.2011 | 2115200028601 | Нижний Новгород   | Нет | Лицензия аннулирована по решению акционеров. Банк присоединён к ОАО АКБ «Саровбизнесбанк». | [ 4 ] [ 57 ] [ 58 ]                   |
| ОАО АКБ «Кодекс» | 1994   | 2746   | 30.09.2011 | ОД-716        | Москва            | Нет | Неисполнение федеральных законов, регулирующих банковскую деятельность. Неисполнение нормативных актов Банка России. Банк был не в состоянии выполнить свои обязательства перед кредиторами. Потеря ликвидности.                                                 | [ 2 ] [ 4 ] [ 7 ] [ 8 ] [ 59 ] [ 60 ] |
| Октябрь |        |        |            |               |                   |     | |                                       |
| ЗАО АКБ «Галабанк» | 1994   | 3090   | 03.10.2011 | ОД-723        | Красногвардейское | Да  | Неисполнение федеральных законов, регулирующих банковскую деятельность. Неисполнение нормативных актов Банка России. Банк был не в состоянии выполнить свои обязательства перед кредиторами. Потеря ликвидности.                                                 | [ 2 ] [ 4 ] [ 7 ] [ 8 ] [ 61 ] [ 62 ] |
| ООО КБ «Ноябрьскнефтекомбанк»                                                                                                  | 1993   | 2274   | 14.10.2011 | 2138900002437 | Ноябрьск          | Нет | Решение акционеров банка о прекращении деятельности кредитной организации в порядке ликвидации. | [ 4 ] [ 63 ] [ 64 ]                   |
| Ноябрь |        |        |            |               |                   |     | |                                       |
| ООО «Уральский инновационный коммерческий банк „Уралинкомбанк“» («УИК-Банк»)                                                   | 1990   | 1300   | 01.11.2011 | ОД-779        | Челябинск         | Да  | Неисполнение федеральных законов, регулирующих банковскую деятельность. Неисполнение нормативных актов Банка России. Банк был не в состоянии выполнить свои обязательства перед кредиторами. Недостоверность отчётности. Потеря ликвидности.                     | [ 2 ] [ 4 ] [ 7 ] [ 8 ] [ 65 ] [ 66 ] |
| ОАО НКО «Тувакредит» | 1990   | 1202-К | 01.11.2011 | ОД-781        | Кызыл             | Да  | Неисполнение федеральных законов, регулирующих банковскую деятельность. Неисполнение нормативных актов Банка России. Нарушение требований Федерального закона № 115-ФЗ. Отсутствие резервов.                                                                     | [ 2 ] [ 4 ] [ 7 ] [ 67 ] [ 68 ]       |
| ОАО КБ «Верхне-Волжский нефтебанк»                                                                                             | 1994   | 3033   | 11.11.2011 | 2117100009552 | Нижний Новгород   | Нет | Лицензия аннулирована по решению акционеров. Банк присоединён к ОАО КБ «Экспресс-Тула». | [ 4 ] [ 69 ] [ 70 ]                   |
| ОАО «Акционерный коммерческий Удмуртский инвестиционно-строительный банк» («Удмуртинвестстройбанк»)                            | 1993   | 2447   | 15.11.2011 | ОД-811        | Ижевск            | Да  | Неисполнение федеральных законов, регулирующих банковскую деятельность. Неисполнение нормативных актов Банка России. Недостаточность капитала. Недостаточность размера собственных средств. Убыточная деятельность банка в качестве доверительного управляющего. | [ 2 ] [ 4 ] [ 7 ] [ 8 ] [ 71 ] [ 72 ] |
| ОАО «Городской Ипотечный Банк»                                                                                                 | 1991   | 1627   | 22.11.2011 | 2112800008022 | Москва            | Нет | Лицензия аннулирована по решению акционеров. Банк присоединён к ОАО «Восточный экспресс банк». | [ 4 ] [ 73 ] [ 74 ]                   |
| ОАО «Норвик Банк» | 1991   | 1407   | 24.11.2011 | 2117711024462 | Москва            | Нет | Лицензия аннулирована по решению акционеров. Банк присоединён к ОАО «Акционерный Банк „Рост“». | [ 4 ] [ 75 ] [ 76 ]                   |
| ЗАО КБ «Национальный Промышленный Банк» («Нацпромбанк»)                                                                        | 1993   | 2360   | 28.11.2011 | ОД-852        | Москва            | Да  | Неисполнение федеральных законов, регулирующих банковскую деятельность. Неисполнение нормативных актов Банка России. Банк был не в состоянии выполнить свои обязательства перед кредиторами. Потеря ликвидности.                                                 | [ 2 ] [ 4 ] [ 7 ] [ 8 ] [ 77 ] [ 78 ] |
| ОАО «Мой Банк. Новосибирск» | 1994   | 2787   | 28.11.2011 | 2110200050178 | Новосибирск       | Нет | Лицензия аннулирована по решению акционеров. Банк присоединён к ОАО «Мой Банк. Ипотека». | [ 4 ] [ 79 ] [ 80 ]                   |
| Декабрь |        |        |            |               |                   |     | |                                       |
| НКО ЗАО «Центральная Расчетная Палата»                                                                                         | 1992   | 3313-К | 05.12.2011 | 2117711026728 | Москва            | Нет | Лицензия аннулирована по решению акционеров. Банк присоединён к АКБ «Город». | [ 4 ] [ 81 ] [ 82 ]                   |
| ОАО АКБ «Хакасский республиканский банк — Банк Хакасии»                                                                        | 1998   | 3334   | 21.12.2011 | 2117711026145 | Абакан            | Нет | Лицензия аннулирована по решению акционеров. Банк присоединён к ОАО «Банк „Народный кредит“». | [ 4 ] [ 83 ] [ 84 ]                   |
| ОАО КБ «АБ Финанс» | 1990   | 514    | 21.12.2011 | 2115000045081 | Москва            | Нет | Лицензия аннулирована по решению акционеров. Банк присоединён к ОАО «Акционерный Банк „Пушкино“». | [ 4 ] [ 85 ] [ 86 ]                   |
| ООО КБ «Еврорасчет» | 2009   | 3498   | 27.12.2011 | ОД-929        | Москва            | Нет | Неисполнение федеральных законов, регулирующих банковскую деятельность. Неисполнение нормативных актов Банка России. Недостаточность капитала. Недостаточность размера собственных средств. Недостача наличных средств в кассе.                                  | [ 2 ] [ 4 ] [ 7 ] [ 8 ] [ 87 ] [ 88 ] |

## Статистика

### Закрытие по месяцам
| Закрытие по месяцам | Закрытие по месяцам | Закрытие по месяцам | Закрытие по месяцам | Закрытие по месяцам |
| Месяц               |                     |                     |                     | Количество          |
| ------------------- | ------------------- | ------------------- | ------------------- | ------------------- |
| Январь              |                     |                     | 2                   |                     |
| Февраль             |                     |                     | 2                   |                     |
| Март                |                     |                     | 3                   |                     |
| Апрель              |                     |                     | 4                   |                     |
| Май                 |                     |                     | 1                   |                     |
| Июнь                |                     |                     | 4                   |                     |
| Июль                |                     |                     | 6                   |                     |
| Август              |                     |                     | 2                   |                     |
| Сентябрь            |                     |                     | 3                   |                     |
| Октябрь             |                     |                     | 2                   |                     |
| Ноябрь              |                     |                     | 8                   |                     |
| Декабрь             |                     |                     | 4                   |                     |

### Причины закрытия
| Причины закрытия | Причины закрытия | Причины закрытия | Причины закрытия | Причины закрытия |
| Причина |                  |                  |                  | Количество       |
| --- | ---------------- | ---------------- | ---------------- | ---------------- |
| Нарушение банковского законодательства (п. 6 ч. 1 ст. 20 Федерального закона «О банках и банковской деятельности»)                                   |                  |                  | 18               |                  |
| Неисполнение требований кредиторов (п. 4 ч. 2 ст. 20 Федерального закона «О банках и банковской деятельности»)                                       |                  |                  | 8                |                  |
| Существенная недостоверность отчетности (п. 3 ч. 1 ст. 20 Федерального закона «О банках и банковской деятельности»)                                  |                  |                  | 6                |                  |
| Размер собственных средств ниже минимального значения уставного капитала (п. 2 ч. 2 ст. 20 Федерального закона «О банках и банковской деятельности») |                  |                  | 6                |                  |
| Достаточность капитала ниже 2 % (п. 1 ч. 2 ст. 20 Федерального закона «О банках и банковской деятельности»)                                          |                  |                  | 5                |                  |
| Нарушение требований ст. 6 и 7 Федерального закона № 115-ФЗ (п. 6 ч. 1 ст. 20 Федерального закона «О банках и банковской деятельности»)              |                  |                  | 3                |                  |

### Комментарии
1. ↑  По инициативе Банка России, согласно требований статьи 20 Федерального закона «О банках и банковской деятельности».
2. ↑  По инициативе собственников компании или в порядке её реорганизации.